# Asan Bazajev
Asan Tölegenuly Bazajev (kazakiska: Асан Төлегенұлы Базаев), född 22 februari 1981, var en professionell tävlingscyklist från Kazakstan. Han tävlade främst för stallet Astana Team som han tillhörde mellan säsongerna 2006-2013. Bazajev blev professionell 2004 med det kazakiska utvecklingslaget Capec och avslutade sin karriär i slutet av 2013.
Sedan 2018 är han anställd av Astana Team som assisterande sportdirektör.

## Karriär
Med Capec-stallet vann Asan Bazajev Tour of Hellas sammanlagt 2004, men vann inga etapper under loppet. Samma år vann han också de asiatiska mästerskapen i tempolopp. Under säsongen 2005 tog Bazajev tredjeplatsen i det prestigefyllda etapploppet Tour de l'Avenir bakom Lars Ytting Bak och Christophe Riblon.
Hans första seger som professionell cyklist kom på den första etappen av Tyskland runt i augusti 2006.
Under säsongen 2008 vann Bazajev poängtävlingen i det turkiska etapploppet Presidential Cycling Tour. I slutet av juni 2008 vann Bazajev det kazakiska nationsmästerskapets linjelopp, en bedrift som han upprepade 2012.
I april 2009 slutade han trea på etapp 2 av Romandiet runt bakom Oscar Freire och Frantisek Rabon. En säsong senare slutade han tvåa i det kazakiska nationsmästerskapets linjelopp.
Asan Bazajev är en av få kazakiska proffscyklister som har kazakiskt ursprung. De flesta andra är av rysk härkomst.

## Meriter
2003
- Etapp 1, GP Tell
- 2:a, etapp 2, FBD Insurance Rás
- 3:a, etapp 10, Tour de l'Avenir

2004
- Asiatiska mästerskapens tempolopp
- Tour of Hellas

2005
- 3:a, Tour de l'Avenir

2006
- Etapp 1 Tyskland runt

2007
- 3:a, etapp 8, Giro d'Italia
- 3:a, etapp 2, Niedersachsen Rundfahrt
- 3:a, etapp 1, Polen runt
- 4:a, etapp 2, Giro d'Italia
- 6:a, Niedersachsen Rundfahrt

2008
- Nationsmästerskapens linjelopp
- Poängtävling, Presidential Cycling Tour
- 3:a, etapp 5, Presidential Cycling Tour
- 3:a, etapp 7, Presidential Cycling Tour

2009
- 3:a, etapp 2, Romandiet runt

2010
- 2:a, Nationsmästerskapens linjelopp

2012
- Nationsmästerskapens linjelopp

## Stall
- Capec 2004–2005
- Liberty Seguros 2006
- Astana Team 2006–2013